# Unuk River
Der Unuk River ist ein 112 Kilometer langer Fluss in der kanadischen Provinz British Columbia und im US-Bundesstaat Alaska. Er fließt aus den Coast Mountains in südwestlicher Richtung zum Behm Canal, nordöstlich von Ketchikan.

## Flusslauf
Seinen Ursprung hat der Fluss in den Boundary Ranges südlich des unteren Iskut Rivers. Der Unuk River fließt anfangs in westlicher Richtung. Der Unuk Lake, der zu ihm abfließt, liegt nördlich des Flusslaufs. Der Unuk River wendet sich bald nach Südwesten. 68 Kilometer oberhalb der Mündung trifft der South Unuk River von links auf den Fluss. 44 Kilometer oberhalb der Mündung überquert er die Grenze zu Alaska. Nach weiteren 12 Kilometern trifft der Blue River von rechts auf den Fluss. Auf den letzten 25 Kilometern durchfließt der Unuk River ein fast anderthalb Kilometer breites Tal, in welchem er zahlreiche Mäander und Flussarme ausbildet. Unmittelbar vor der Mündung trifft der Eulachon River von rechts auf den Unuk River. Dieser mündet schließlich in die Burroughs Bay, einem Seitenarm des Behm Canals.
Der Unuk River entwässert ein stark vergletschertes Gebiet. Sein Einzugsgebiet umfasst etwa 2470 km². 48 Kilometer oberhalb der Mündung beträgt der mittlere Abfluss 104 m³/s. Die höchsten monatlichen Abflüsse treten während der Eisschmelze der Gletscher im Sommer zwischen Juni und August auf.

## Name
In der Sprache der Tlingit heißt der Fluss „Joonáx“. Manchmal wird er auch „Oonáx“ genannt, was eine reduzierte Form darstellt. Der USGS berichtete, dass eine Veröffentlichung aus dem Jahr 1906 als korrekten Flussnamen “Junuk” oder “Junock” bezeichnete.

## Naturschutz
Oberhalb der Grenze liegt der Border Lake Provincial Park. Innerhalb Alaskas durchfließt der Unuk River das Misty Fjords National Monument.

## Fischfauna
Im Unuk River finden sich verschiedene Lachsarten, darunter Chinook, Coho, Pink, Chum und Sockeye.